# Diecezja warszawska (Kościół Polskokatolicki w RP)
Diecezja warszawska – jedna z trzech diecezji Kościoła Polskokatolickiego w RP, ze stolicą w Warszawie. 

## Historia
Pierwsze parafie Polskiego Narodowego Kościoła Katolickiego (PNKK) na obecnym obszarze diecezji warszawskiej (północny wschód kraju) powstały ok. 1925 na terenie Kujaw (Bydgoszcz, Grudziądz) i centralnej Lubelszczyzny (Piaski, Gorzków). Od momentu powstania pierwszej parafii PNKK w Polsce w 1921, aż do 1961 nie istniał praktycznie żaden podział Kościoła na struktury wyższego rzędu (diecezje).
Po II wojnie światowej kilkakrotnie zmieniała się struktura administracyjna Kościoła Polskokatolickiego  w PRL (do 1951: Polski Narodowy Kościół Katolicki), według spisu przedłożonego przez Kościół władzom w 1945 Kościół podzielony był na 6 okręgów: warszawski, kielecki, chełmski, lubelski, małopolski i wielkopolski. W 1951 nastąpiła likwidacja okręgów, a w ich miejsce zawiązano dekanaty tj. warszawski, kielecki, krakowski, wrocławski, bydgoski, lubelski i chełmski. W 1952 dekanat warszawski przemianowano na centralny, krakowski na małopolski, bydgoski na pomorski, a wrocławski na śląski. W 1954 przeprowadzono centralizację struktury administracyjnej Kościoła Polskokatolickiego w PRL dzieląc sam Kościół na cztery dekanaty: centralny, lubelski, śląsko-małopolski i pomorski. Rok 1957 przyniósł kolejną reformę administracyjną, powrócono do podziału na 7 dekanatów, rok później było ich już tylko 6: centralny, lubelski, chełmski, krakowski oraz wrocławski. 
Kiedy wydawało się, że powyższy podział przetrwa dłuższy czas, postanowiono na nowo ulepszyć strukturę administracyjną Kościoła Polskokatolickiego w PRL. Decyzja w tej sprawie zapadła pod koniec 1959, natomiast weszła w życie na początku kolejnego, kiedy bp Maksymilian Rode powiadomił księży o nowym podziale administracyjnym na 11 dekanatów. W 1961 na mocy dekretu wydanego 23 marca bp Rode doprowadził do utworzenia trzech jednostek wyższego rzędu tj. diecezji. Archidiecezja warszawska składała się z dekanatów: warszawskiego, lubelskiego, zamojskiego, bydgoskiego i gdańskiego. W sumie, w diecezji warszawskiej było 5 dekanatów i 29 parafii. W latach 1975–1989 diecezja liczyła 37 parafii. 
W latach 1966–1996 ordynariuszem diecezji był bp dr hc. Tadeusz Majewski, jego następcą został w 1996 bp prof. dr hab. Wiktor Wysoczański, który formalnie złączył funkcję biskupa-zwierzchnika Kościoła Polskokatolickiego w RP i ordynariusza diecezji warszawskiej Kościoła Polskokatolickiego w RP - co oznacza w praktyce, że biskup warszawski jest jednocześnie zwierzchnikiem Kościoła.

### Ordynariusze
1961–1965 – ks. inf. dr Antoni Naumczyk
1966–1996 – bp dr hc. Tadeusz Majewski
1996–2023 – bp prof. dr hab. Wiktor Wysoczański
2023–nadal – bp dr Andrzej Gontarek

## Podział administracyjny
Diecezja dzieli się na dekanaty:
- dekanat pomorsko-warmiński z siedzibą w Bydgoszczy, dziekan: ks. dziek. prof. dr hab. Mirosław Michalski
- dekanat lubelsko-chełmski z siedzibą w Chełmie, dziekan: ks. dziek. Ryszard Walczyński
- dekanat żółkiewski z siedzibą w Żółkiewce, dziekan: ks. dziek. mgr Kamil Wołyński
- dekanat zamojski z siedzibą w Majdanie Nepryskim, dziekan: ks. dziek. dr Mieczysław Piątek
- dekanat warszawsko-łódzki z siedzibą w Świeciechowie Dużym, dziekan: ks. dziek. mgr Marcin Dębski

Kościołem o wyższym statusie jest:
- Katedra Świętego Ducha w Warszawie – Katedra diecezji warszawskiej Kościoła Polskokatolickiego w RP

Na terenie diecezji znajduje się:
- Centrum Kościoła Polskokatolickiego w RP im. bpa Franciszka Hodura w Warszawie
- Siedziba i biuro Rady Synodalnej Kościoła Polskokatolickiego w RP w Warszawie
- Wyższe Seminarium Duchowne Kościoła Polskokatolickiego w RP w Warszawie

## Dane teleadresowe
- Kuria Biskupia Diecezji warszawskiej
- ul. Wilcza 31 lok. 16c
- 00-544 Warszawa